# Nicó de Cilícia
Nicó (en llatí Nicon, en grec antic Νίκων "Níkon") fou un dels caps dels pirates de Cilícia.
Poliè parla d'un pirata de nom Nicó que va ocupar la ciutat de Feres a Messènia des d'on va assolar les regions de la rodalia durant un cert temps. Publi Servili Vatia Isàuric el va fer presoner durant el seu consolat l'any 79 aC i Nicó va rendir la ciutat a mans dels messenis a canvi de salvar la pròpia vida.